# واوچوگا
واوچوگا (به لاتین: Vavchuga) یک منطقهٔ مسکونی در روسیه است که در استان آرخانگلسک واقع شده‌است.